# جورج ليونارد (لاعب هوكي جليد)
جورج ليونارد هو لاعب هوكي جليد كندي، ولد في 27 أغسطس 1886 في مدينة كيبك في كندا، وتوفي في 21 أغسطس 1917.